# Місячний пейзаж
Місячний пейзаж (іноді також марсіанський пейзаж) — позначення практично позбавленого рослинності ландшафту, вкритого виключно камінням, химерними кам'яними або скельними формаціями, піском, пилом і галькою, або комбінацією з них.
Такого роду природні системи з'являються як правило в результаті вулканічної діяльності або прогресуючої ерозії ґрунтів або гірських порід. Назва прийнята за вражаючу подібність даних природних утворень з існуючими на поверхні Місяця.
Приклади місячного пейзажу на Землі:
- Свакопталь, рівнина, розташована на схід від міста Свакопмунд (Намібія), в пустелі Наміб
- Гйореме, в Каппадокії, на території сучасної Туреччини (Світова спадщина ЮНЕСКО з 1985 року)
- Околиці гори Тейде, на острові Тенерифе, Канарські острови
- Околиці вулканів Гекла і Керлінг, в Ісландії.
- Miradouro da Lua, Ангола

## Галерея

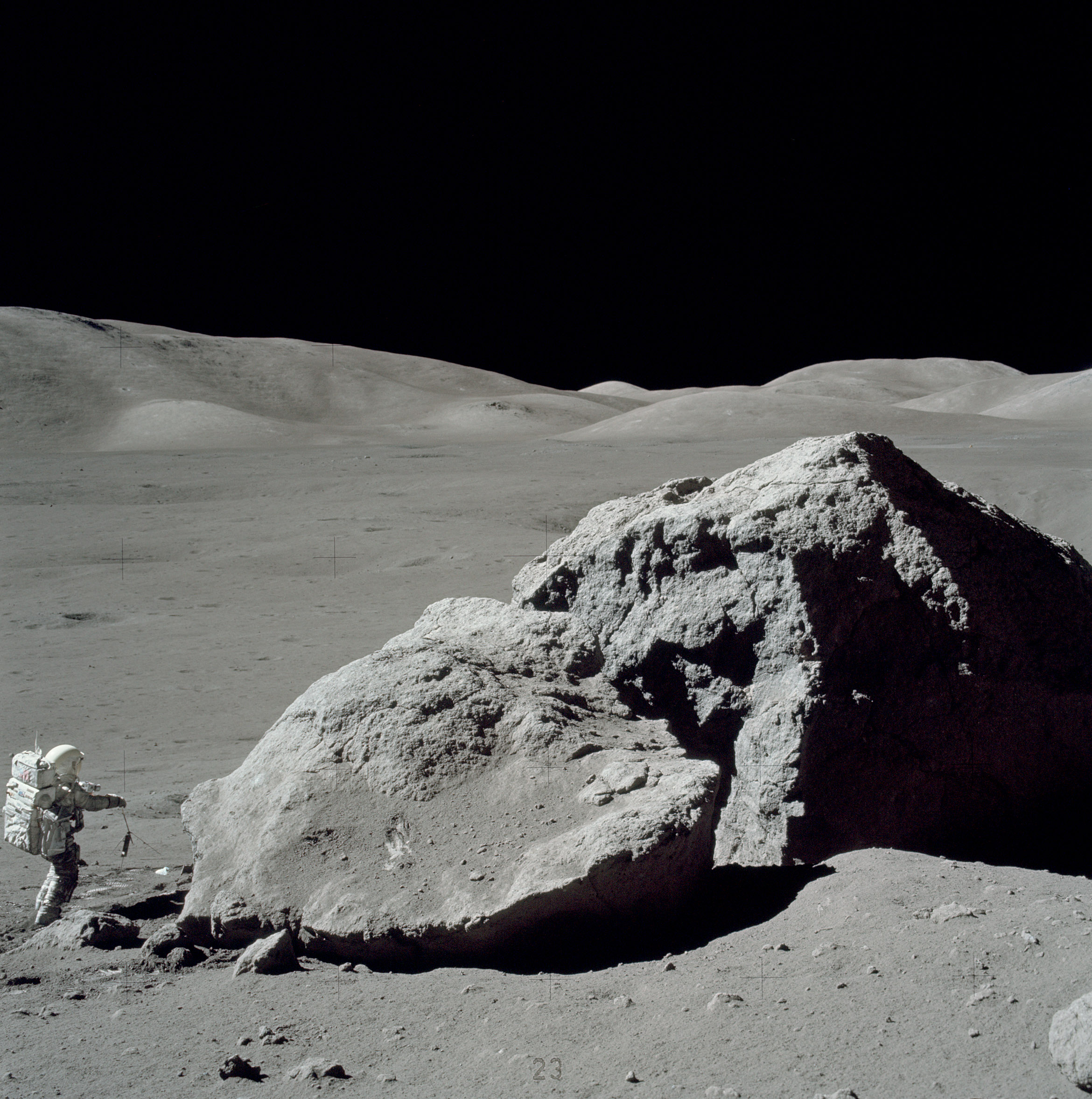
Поверхня Місяця
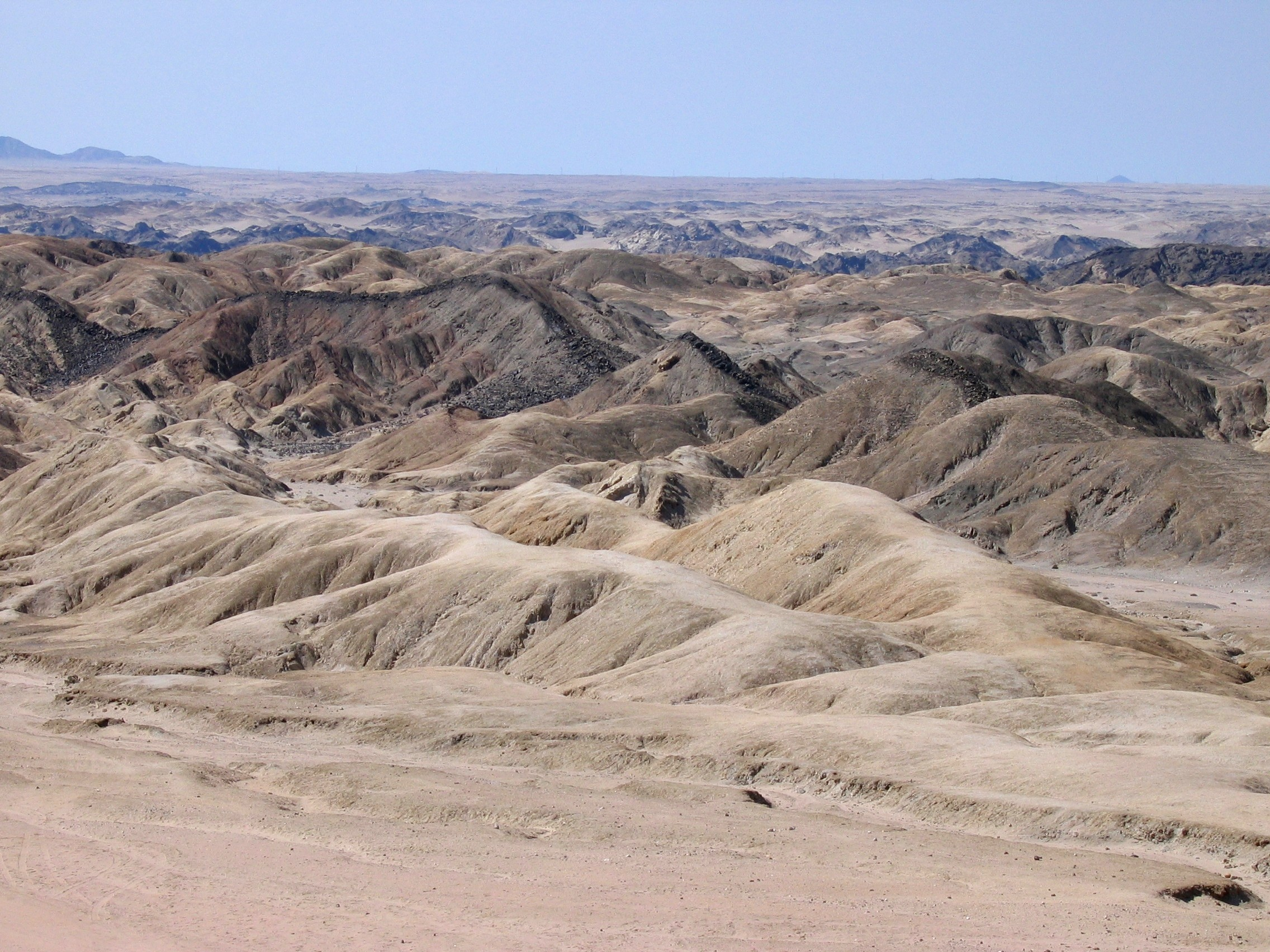
Свакопталь, Намібія
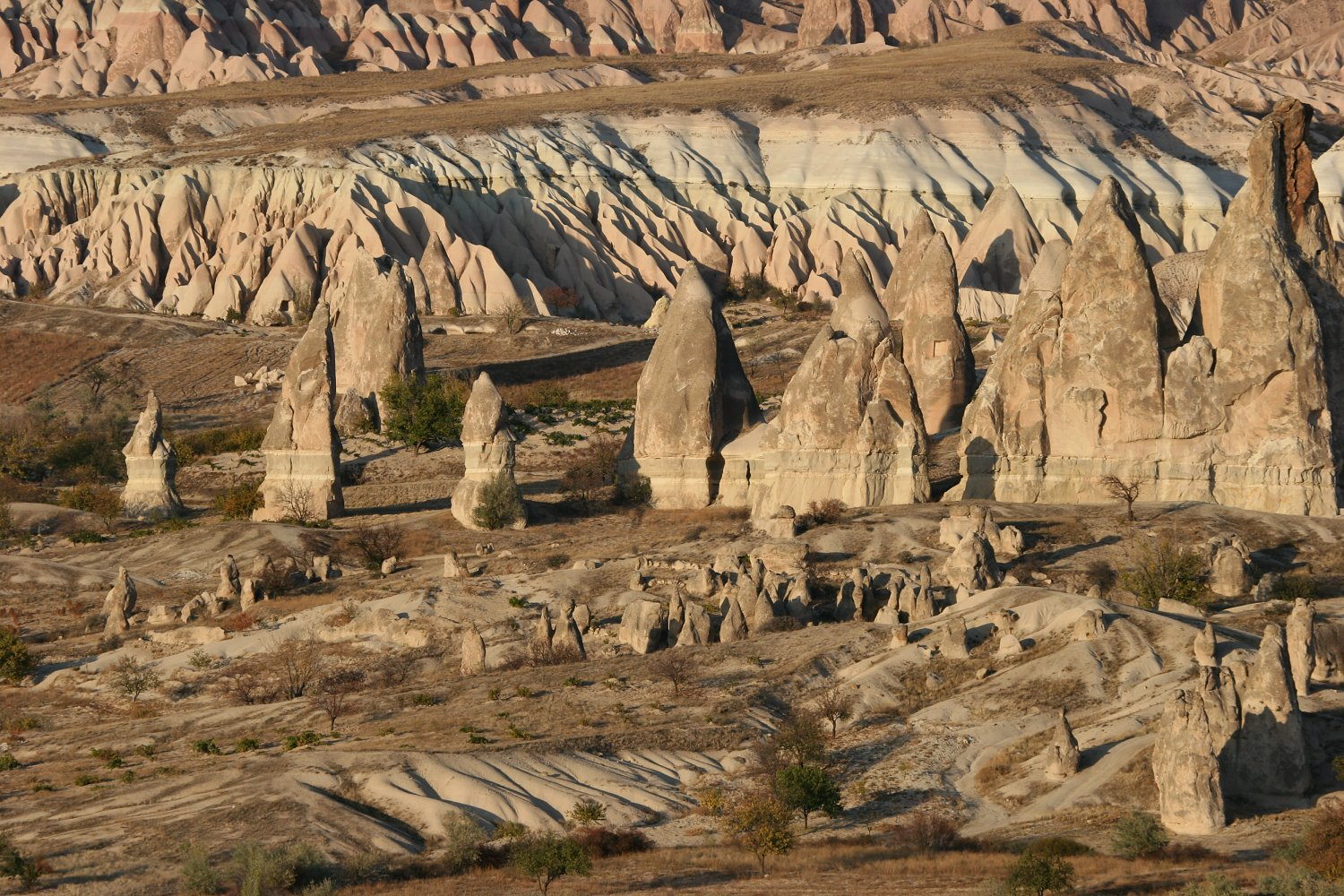
Гйореме, Туреччина
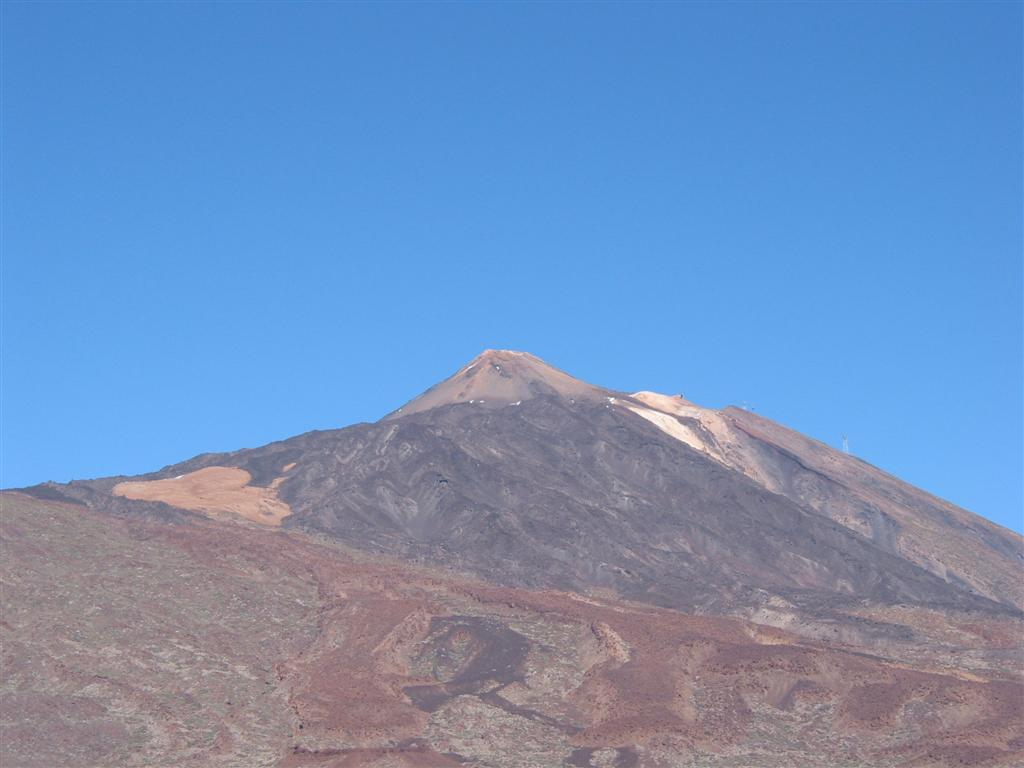
Тейде, Канарські острови
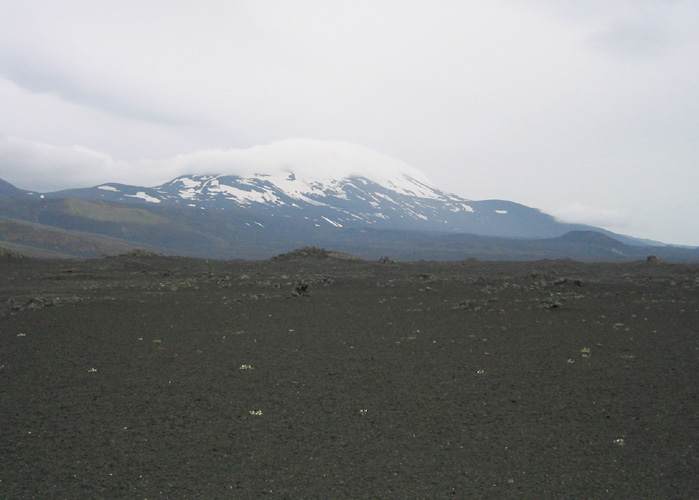
Гекла, Ісландія